# میر محمد کیفی سبزواری
میر محمد کیفی سبزواری (قرن ۱۷ میلادی) شاعری فارسی‌زبان بود. در خانواده‌ای یهودی در سبزوار به دنیا آمد. در جوانی طی سفری به سیستان مسلمان شد و از این رو کیفی سیستانی و کیفی نومسلمان نیز خوانده می‌شد. کیفی مانند بسیاری از شاعران فارسی‌زبان همدورهٔ خود به هندوستان رفت و اطلاعاتی از حضور او در بنگال، آگره، اجمیر و لاهور در دست است. مدتی در خدمت شاهزاده خرم (بعداً شاه جهان) بود. آگاه‌نامه را به شیوهٔ مثنوی معنوی سرود ولی به نظر می‌رسد دیوانی از خود جمع‌آوری نکرد. تنها چند غزل و رباعی از او به دست ما رسیده‌است. در واقع از او جز چیزهایی که تقی اوحدی و ملا عبدالنبی فخرالزمانی نقل کرده‌اند بیشتر نمی‌دانیم.
شعر زیر از اوست:
| چون نگریم کز عدم با نامرادی‌های بخت |  | غافلم آورده‌اند و باز غافل می‌برند |